# Lago Tilicho
El lago Tilicho es un lago situado en Nepal, en el distrito de Manang, dentro del Área de Conservación del Annapurna. Se encuentra a una altitud de 4919 m, lo que le convierte en el lago más alto de Nepal y uno de los lagos más altos del mundo. El lago solo ha sido buceado dos veces, ya que su escasa visibilidad y la suciedad ocasionada por el deshielo de los glaciares en primavera lo hace muy difícil. 
Al estar ubicado a gran altura, hay poco oxígeno en el lago, por lo que solo viven en el lago unos microorganismos pertenecientes al reino monera, que solo se hallan en ese lugar.[cita requerida]